# 文原俊和
文原 俊和（ふみはら としかず、1975年2月17日 - ）は、日本の元ラグビー選手。

## プロフィール
- 大阪府出身[1]。
- 現役時代のポジションはプロップ(PR)。
- 日本代表通算キャップ数は1。

## 略歴
大工大高校、大阪体育大学を経て、1997年、日本IBM(現・BIG BLUES)に加入。
2000年11月11日に行われたアイルランド戦で日本代表初キャップを獲得した。
2007年、現役を引退した。